# Dorobanțu (Călărași)
Dorobanţu è un comune della Romania di 3 015 abitanti, ubicato del distretto di Călărași, nella regione storica della Muntenia.
Il comune è formato dall'unione di 3 villaggi: Boșneagu, Dorobanțu, Vărăști.